# Lissamphibia
Lissamphibia é uma sub-classe de cordados que integra todos os anfíbios viventes. O grupo evoluiu entre o Triássico (pererecas, rãs e sapos) e Jurássico (gimnofionos, salamandras e tritões). Os anfíbios viventes pertencem a uma de três ordens - Anura (rãs, incluindo sapos), Caudata ou Urodela (salamandras, incluindo tritões) e Gymnophiona ou Apoda. Apesar dos ancestrais de cada um destes grupos ser controversa, todos partilham algumas características comuns, que indicam que eles evoluíram a partir de um ancestral comum e por isso formam um clado. A descoberta de uma forma do Permiano (Gerobatrachus hottoni) mostrou que rãs e salamandras tem um ancestral comum mais recentemente (±290 M.a.) do que anteriormente se achava baseado apenas no relógio molecular.

## Taxonomia
Enquanto que a monofilia dos Lissamphibia é aceita por muitos herpetólogos e paleontólogos, a origem e relação entre os vários grupos de Lissanfíbios quer entre eles quer com outros grupos de tetrápodes permanece controversa. Nem todos os paleontólogos estão convencidos que os lissamphibia são de facto um grupo natural, pois as várias características também são partilhadas com alguns anfíbios do Paleozoico, e é possível que estas características tenham evoluído independentemente.
Actualmente há três hipoteses prevalecentes sobre a origem dos lissanfíbios: monofilia com os temnospondyli, monofilia com lepospondyli ou difilético (duas ancestrias separadas) com os apoda dentro dos lepospondyli e caudata e anura com os temnospondyli.

## Características
As seguintes características são partilhadas por alguns, a maioria ou todos os Lissamphibia. Algumas destas aplicam-se a partes do corpo moles e por isso não estão presentes em fósseis. Aquelas que se referem ao esqueleto e são fossilizáveis também são conhecidas em vários tipos de anfíbios do Paleozoico:
- Dois tipos de glândulas da pela (mucosa e granular)
- Corpos gorduroso associados às gónadas
- Papilas sensoriais com dois canais no ouvido interno
- Bastonetes verdes (um tipo especial de células visuais, desconhecidos nos Gymnophiona)
- Costelas não rodeam o corpo
- Capacidade de elevar o olho (com músculos do ''levator bulbi'')
- Respiração:

-pulmonar                                                                                   -cultênea                                                                                            -buco-faringeana                                                                             -branquial
- "Centra" cilíndrica (o corpo central das vértebras; também encontrado em vários grupos dos primeiros tetrápodes)
- Dentes pedicilados  (a coroa dos dentes estão separados da raiz por uma zona de tecido fibroso; também encontrado em alguns Dissorophoidea; os dentes de algumas salamandras fósseis não são pedicilados)
- Dentes bicuspidos (duas cúspides por dente, também encontrado em Dissorophoidea juvenis)
- Presença de papilla amphibiorum e papilla basilaris: áreas na parede do sáculo do ouvido interno sensíveis a frequências inferiores a 1000 Hz e superiores a 1000 Hz, respectivamente.
- Opérculo (pequeno osso no crânio, ligado à cintura escapular pelo músculo opercular → sons de baixa frequência do ar ou substrato; provavelmente envolvido na audição e equilibrio; ausente em Gymnophiona e algumas salamandras, fundido aos ossos do ouvido na maioria dos anuros)
- Perda dos ossos do crânio posteriores )também em Microsauria e Dissorophoidea)
- Pterigóide pequeno e muito separado (também em Temnospondyli e Nectridea)
- Processo cultriforme largo do parasfenóide (também em alguns Microsauria (Rhynchonchos) e Lysorophia)
- Condilo occipital duplo ou emparelhado
- Sistema reprodutor são dióicos-desenvolvimento indireto (metamorfose)